# Astragalus idaeus
Astragalus idaeus ist eine Pflanzenart aus der Gattung Tragant (Astragalus) innerhalb der Familie der Hülsenfrüchtler (Fabaceae).

## Merkmale
Astragalus idaeus ist ein ausdauernder Rosetten-Hemikryptophyt, der eine Wuchshöhe von bis 4–6 Zentimeter erreicht. Die Pflanze ist dicht behaart, die meisten Haare sind schiffchenförmig. 
Die gestielten und unpaarig gefiederten Laubblätter sind 10 bis 30 Millimeter groß. Die Blattstiele und die Rhachis sind dicht behaart. Die fast sitzenden, 13 bis 25 elliptischen bis eiförmigen, bis 6 Millimeter langen, meist eingefalteten Blättchen sind dicht behaart mit gebogenen, aufrecht abstehenden Haaren. Es sind abfallende Nebenblätter vorhanden.
Die dichte, vielblütige Traube ist kugelig und 25 bis 30 Millimeter groß. Es sind behaarte Deckblätter vorhanden. Der Kelch ist dicht behaart und ungefähr 7 Millimeter lang. Seine Zähne sind etwa halb so lang wie die Röhre. Die Krone der zwittrigen und sehr kurz gestielten Schmetterlingsblüte ist gelb. Die Fahne ist ungefähr 15 Millimeter groß.
Die Blütezeit liegt im Mai und möglicherweise auch im Juni. Die Früchte sind unbekannt.

## Vorkommen
Die endemische Art ist nur von zwei Funden aus dem 19. Jahrhundert bekannt, wo sie auf Kreta in Igelpolsterheiden im Ida- und im Dikti-Gebirge gefunden wurde. Sie wurde 2002 wiederentdeckt.

## Taxonomie
Astragalus idaeus wurde 1868 von Alexander von Bunge in Mémoires de l'Académie Impériale des Sciences de Saint Pétersbourg Serie 7, Band 11 Teil 16, Seite 107 erstbeschrieben.

## Belege
- Ralf Jahn, Peter Schönfelder: Exkursionsflora für Kreta. Mit Beiträgen von Alfred Mayer und Martin Scheuerer. Eugen Ulmer, Stuttgart (Hohenheim) 1995, ISBN 3-8001-3478-0, S. 147.
- D. Podlech: The genus Astragalus L. (Fabaceae) in Europe with exclusionof the former Soviet Union. In: Feddes Repertorium. 119(5–6), 2008, S. 310–387, doi:10.1002/fedr.200811171, (PDF; 4,8 MB).